# شمش شوم أوكين
شمش شوم أوكين هو ملك اشوري على بابل و هو الابن الثاني للملك الاشوري آسرحدون بعد سين إيدينا أبلا الذي توفي في عام 672 ق م، تولى الحكم في بابل بعد أن فوضه أبوه آسرحدون بذلك في عام 668 ق م وكذلك هو أخ الملك الاشوري آشور بانيبال الابن الثالث للملك آسرحدون، بعد وفاة آسرحدون المفاجئ عندما كان متوجها لمقاتلة الفراعنة في مصر، استلم آشور بانيبال الملك مكانه ليمتلئ الغضب تجاه أخيه وبتحريض من جدته ناقيا زاكاتو أرملة الملك سنحاريب وبدعم من العيلاميون في الجنوب، فقام شمش شوم اوكين يطالب بعرش المملكة الاشورية بكونه الابن الأكبر لآسرحدون، الا ان آشور بانيبال لم يرد ذلك فجهز جيشا لمحاصرة بابل عاصمة مملكة شمش شوم اوكين وكذلك تمكن من العيلاميين الذين كانوا يدعمون شمش شوم اوكين، فاتجه آشور بانيبال نحو بابل و حاصرها نحو سنتين وثم تمكن من الدخول إلى بابل بمساعدة العرب من الجنوب فقام بإحراقها وقتل الكثير من البابليين وتمكن من قتل أخيه شمش شوم اوكين في عام 648 ق م وهكذا انتهت مملكة شمش شوم أوكين.